# Potale
 (janvier 2013).

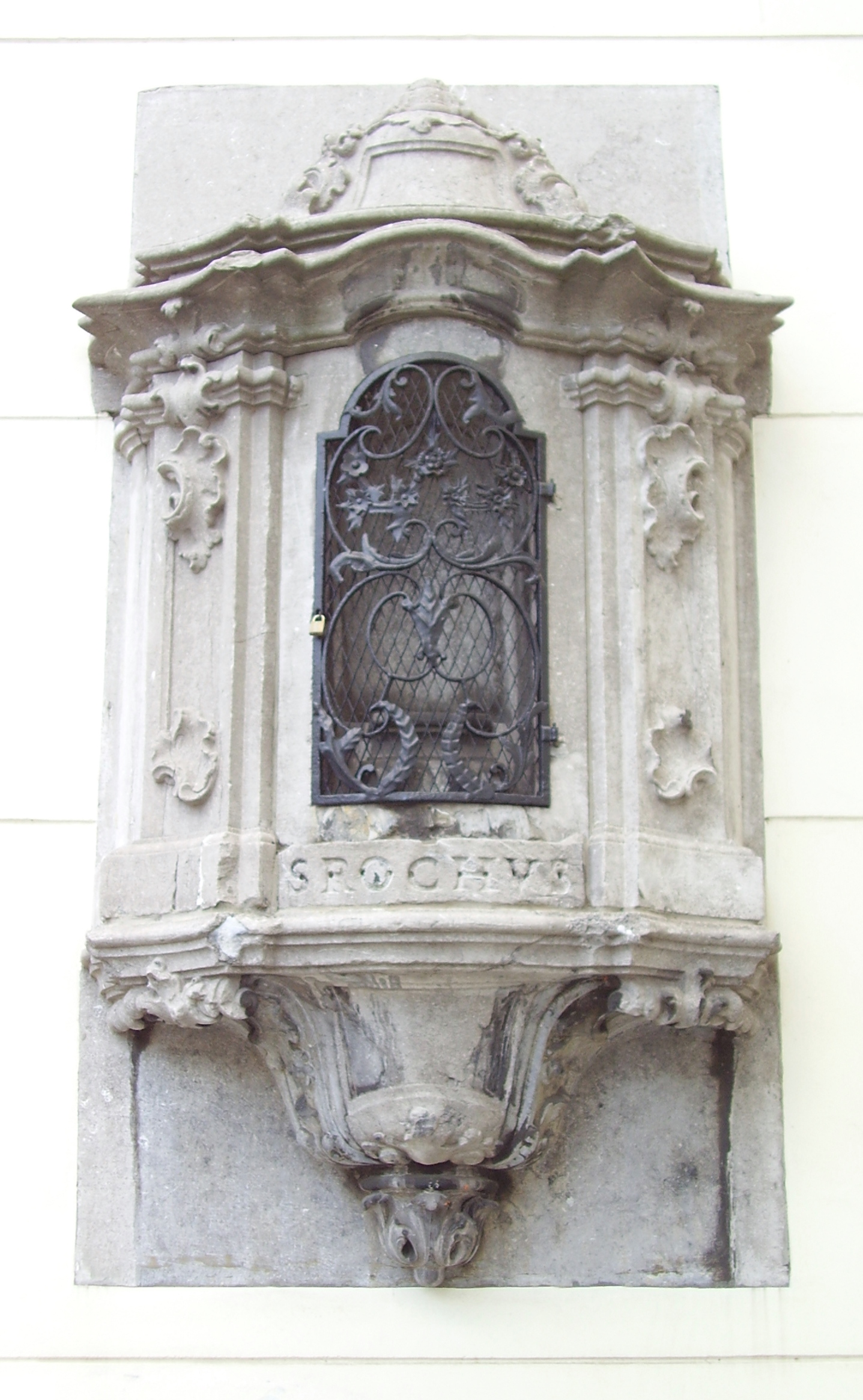
Potale Saint Roch sur les quais de l'ancien port de Bruxelles.

Une potale est une niche contenant une statuette de la Vierge Marie ou d’un saint protecteur. Particulièrement répandu en Wallonie et en Picardie, le mot — considéré comme belgicisme — désigne un petit creux, un enfoncement, une cavité, une niche ou encore un simple trou laissé intentionnellement dans un mur, en façade, au-dessus d'un linteau de porte ou à l'angle d'un bâtiment en vue d'y abriter une statuette religieuse.

## Étymologie

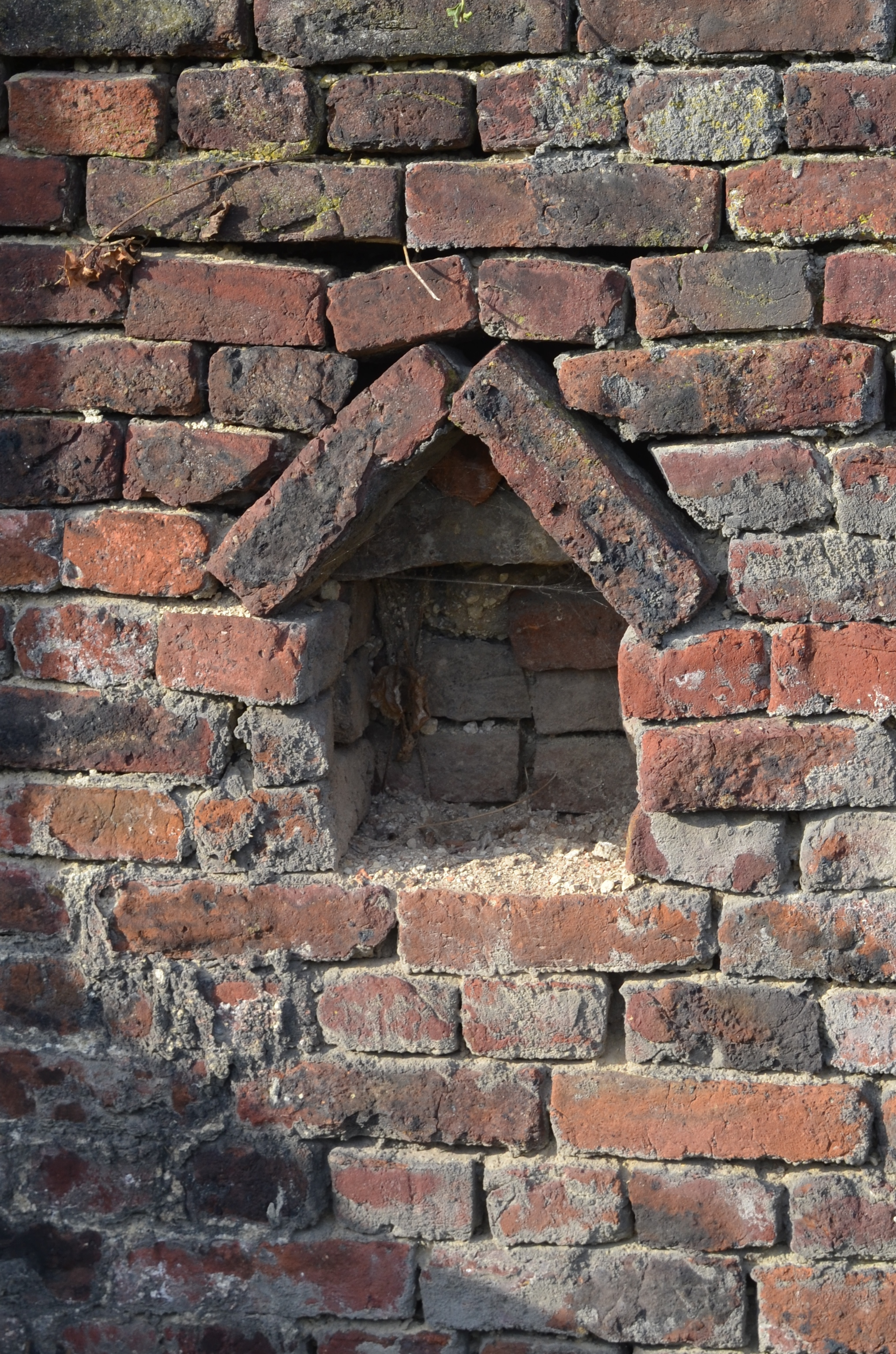
Potale creusée dans un mur mitoyen.

À l'origine, au XIVe siècle, une potale est une niche à larmier creusée dans un mur mitoyen pour s’assurer de sa propriété.
Ce mot provenant de la langue wallonne dans laquelle sa signification originelle est petit trou (potè) est passé à la langue française,, bien que son usage reste régional (nord de la France et Wallonie). En wallon/picard, on parle plutôt de « potèle ».

## Types de potales
Les potales sont de type et conception divers, en fonction du lieu où elles sont placées et de ce qu’elles représentent pour la dévotion locale, et constituées de différents matériaux. Certaines remontent au Moyen Âge, où elles faisaient l’objet de dévotion à la Vierge Marie ou aux saints, protecteurs de la région, ou réputés intercesseurs efficaces contre calamités ou maladies.
En raison de leur valeur esthétique ou historique, de nombreuses potales sont considérées comme faisant partie du petit patrimoine et sont protégées par des arrêtés de classement.

### Potales murales
Dans les villes et villages, les potales sont généralement intégrées sous forme de niches aux bâtiments dont elles constituent un élément architectural. À l’intérieur des maisons, et de dimensions plus petites, elles peuvent être un petit autel dédié à un saint protecteur. En façade, placées au-dessus de la porte d’entrée, elles apportent leur protection aux habitants de la maison. Certaines surmontent les arches qui ferment les ruelles. Sur les quais, leur protection couvre à la fois les marins et leurs bateaux des périls de la mer ainsi que les citadins des maladies contagieuses, peste ou choléra, souvent propagées par les voies fluviales. Elles ponctuent parfois l’itinéraire d’une procession religieuse, comme c’est le cas des célèbres potales de bois du quartier d’Outremeuse à Liège.

### Bornes potales

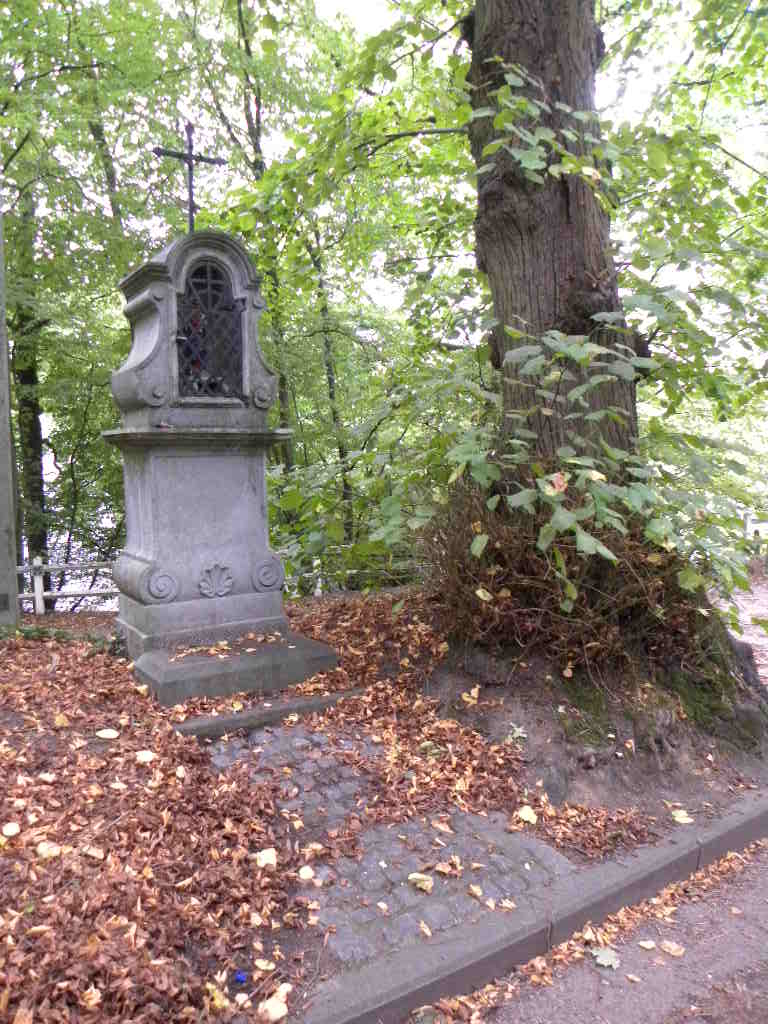
Borne potale Saint Sauveur à Noirhat (Bousval).

Dans les campagnes, elles prennent souvent la forme de bornes-potales, ou potales sur pied, édicules constitués d’une colonne surmontée d’une ou plusieurs niches, surmontées parfois d'une croix. Parfois à trois faces, mais très rarement deux : à Poucet datée de 1667, ou quatre à Tourinne-la-Chaussée : anciennement placée le long de la voie romaine, il pourrait s'agir de la récupération d'un monument plus ancien. Elles sont placées à un carrefour, au bord d’un chemin pour la protection des voyageurs ou au bord d’un champ pour assurer de bonnes récoltes. Au fil des temps les potales de campagne sont fréquemment devenues des points de repère.
Elles peuvent aussi être constituée de simples planches de bois et accrochées au tronc d’un arbre, ou encore d’une statuette placée dans un arbre creux.
Les potales ont parfois été érigées en commémoration d’un événement ou en remerciement pour une guérison. Elles prennent alors valeur d’ex-voto.

## Particularités régionales
- Dans le pays de Herve (Belgique), le village de Saint-Hadelin, pour marquer sa différence avec le village voisin d'Olne — où étaient accueillis des protestants fuyant la répression catholique —, a quasiment orné tous ses bâtiments d'une potale en pierre au-dessus du linteau[1] pour marquer sa fidélité au culte catholique et sa dévotion à la Vierge Marie.
- En Hesbaye, dans la région de Hannut est signalé un groupe d'une dizaine de potales en pierre — probablement vestige d'un pèlerinage[8] — sur pied, typiquement à trois faces et symbolisant probablement la Trinité. Certaines portant le chronogramme de l'abbaye de Val-Notre-Dame ainsi que la représentation de Notre-Dame de Hal et datée de 1730 à 1817 semble attester l'hypothèse d'un pèlerinage.

Il ne semble pas y avoir d'explication rationnelle quant au choix des saints qui étaient très populaires : saint Donat, saint Éloi, saint Hubert ou encore saint Roch.
Elle ressemble parfois à des travaux d'ébénisterie, comme les horloges à gaine[précision nécessaire],.

## Galerie

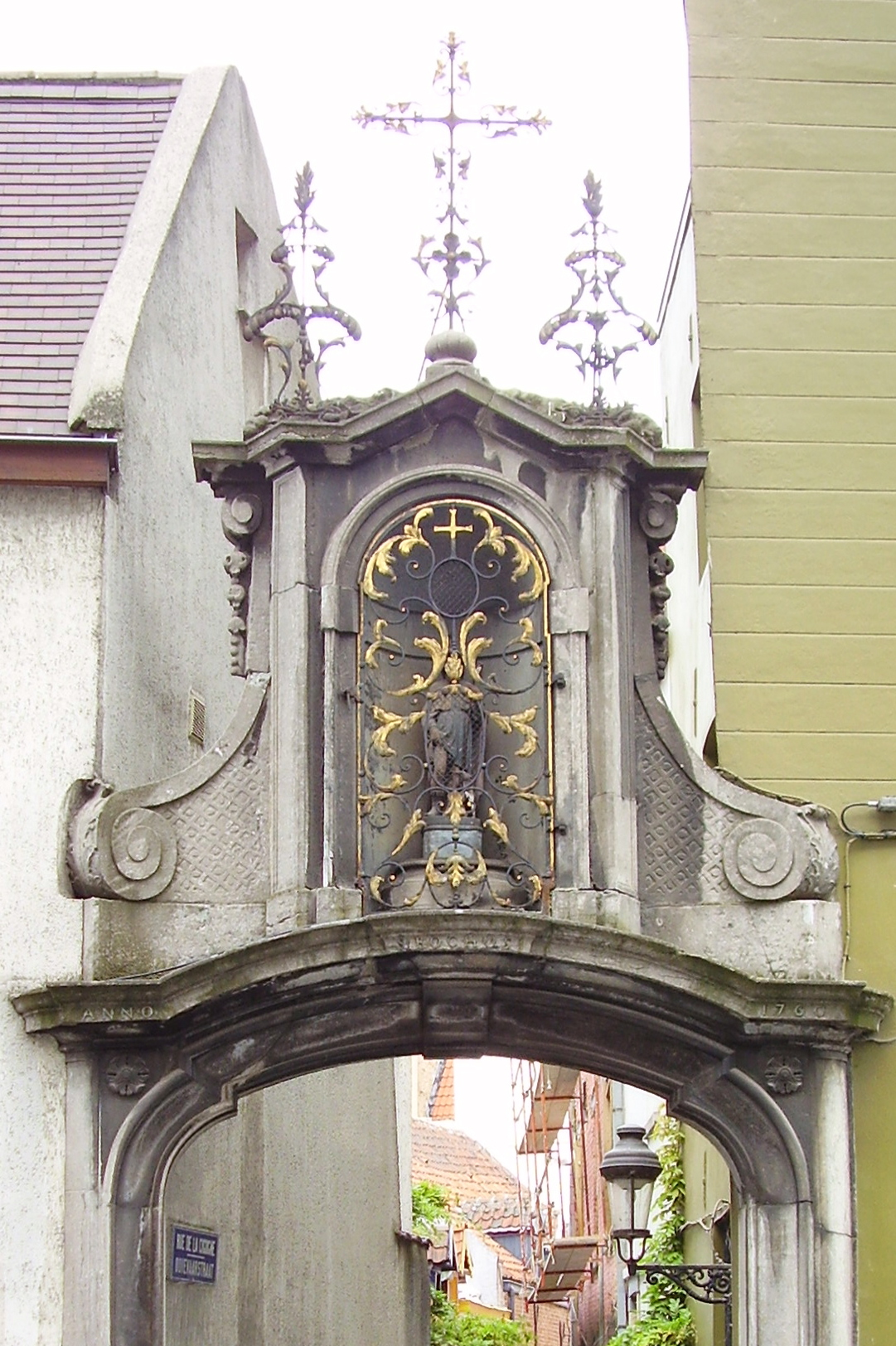
Bruxelles, rue de la Cigogne (1780).
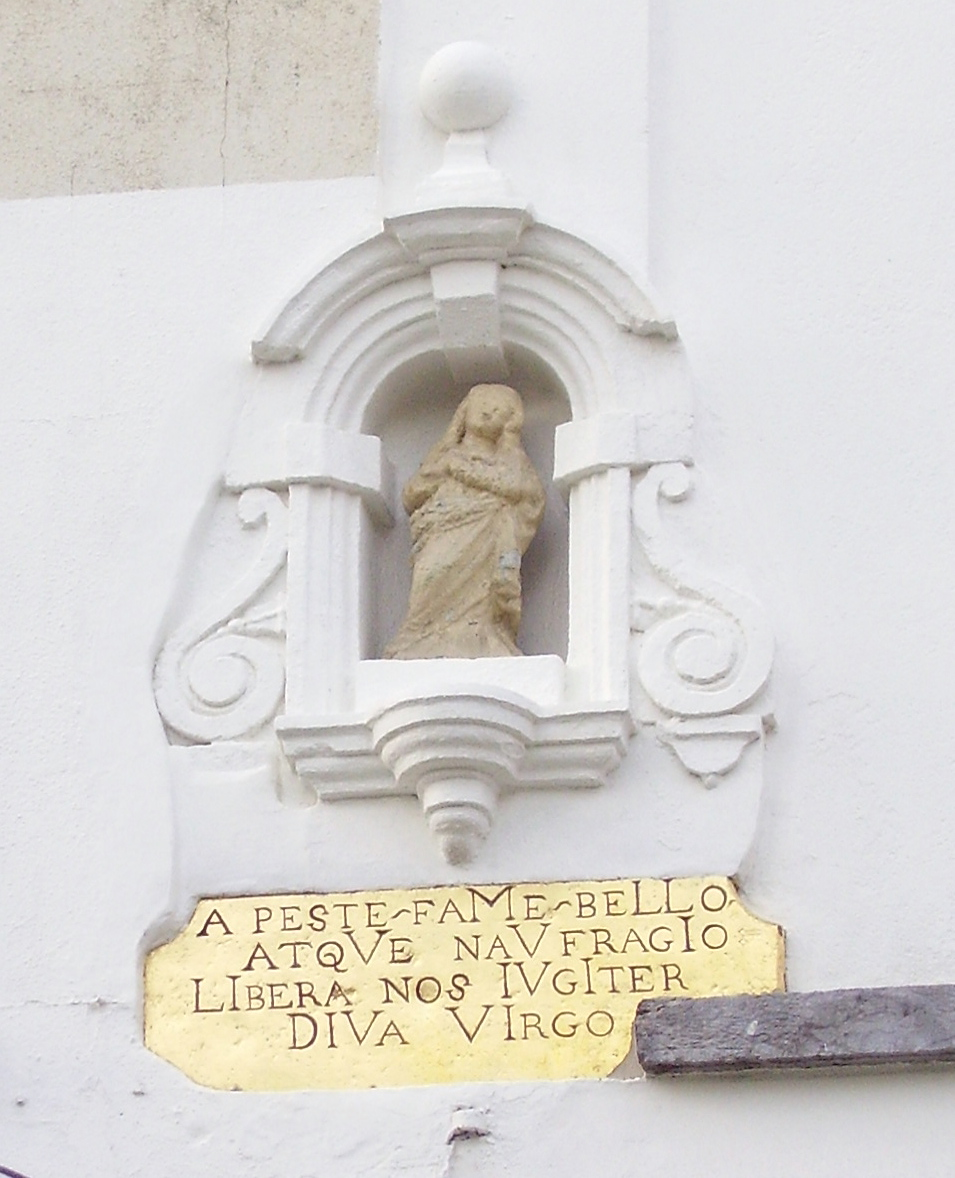
Bruxelles, quai aux Foins.
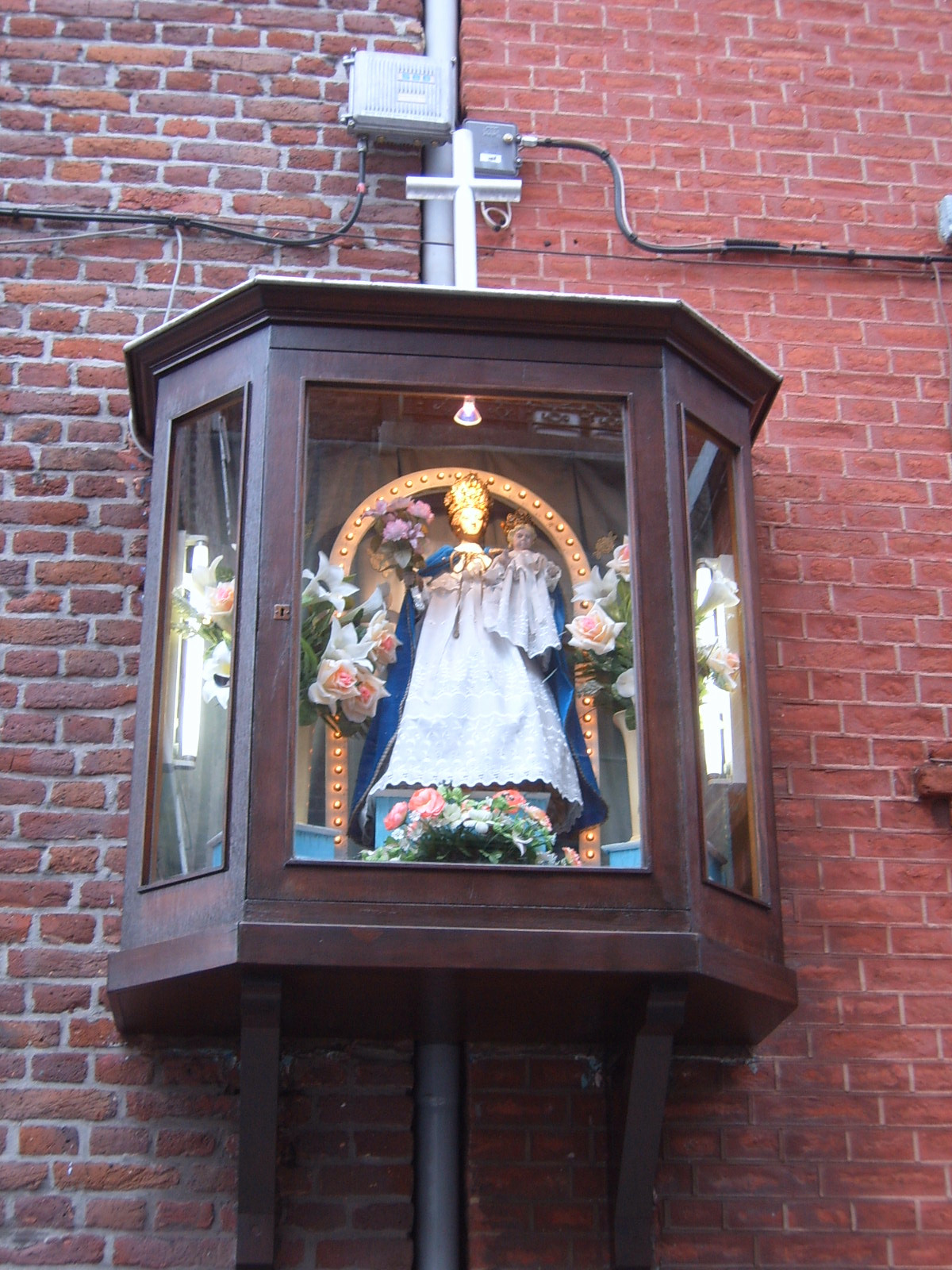
Liège (Outremeuse).
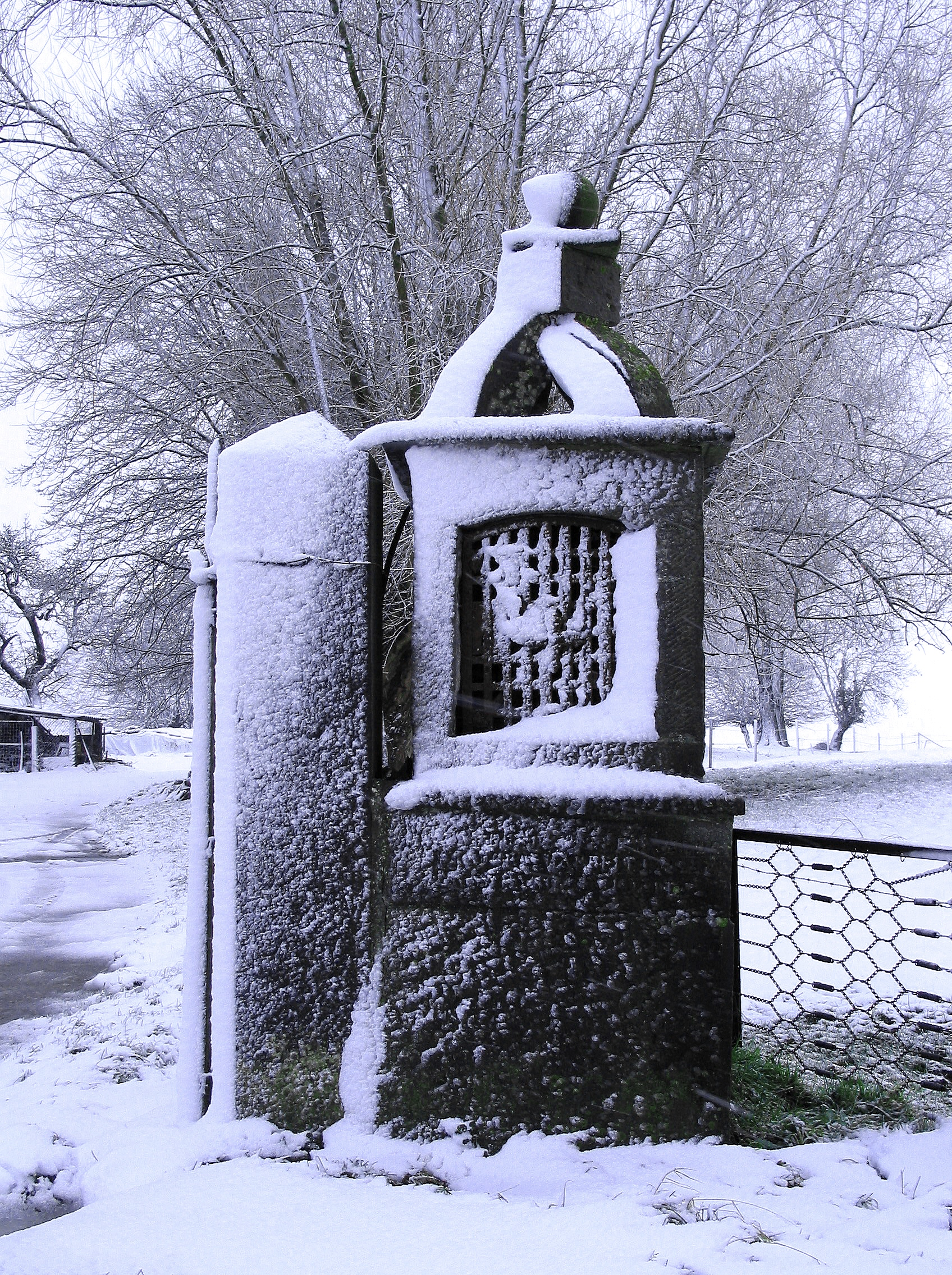
Soignies (1844).
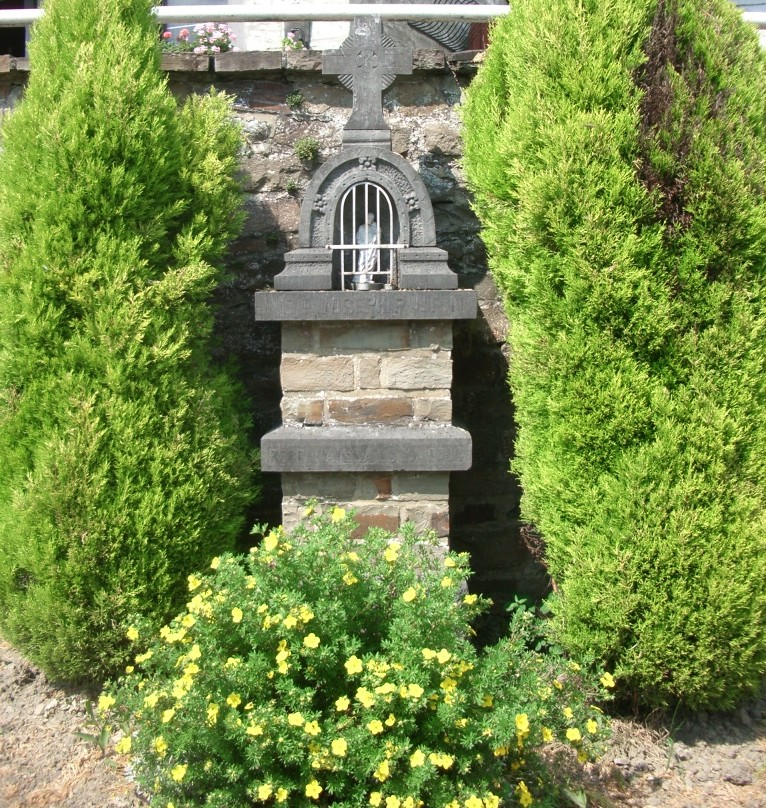
Purnode, rue Pont-de-Bayenne.
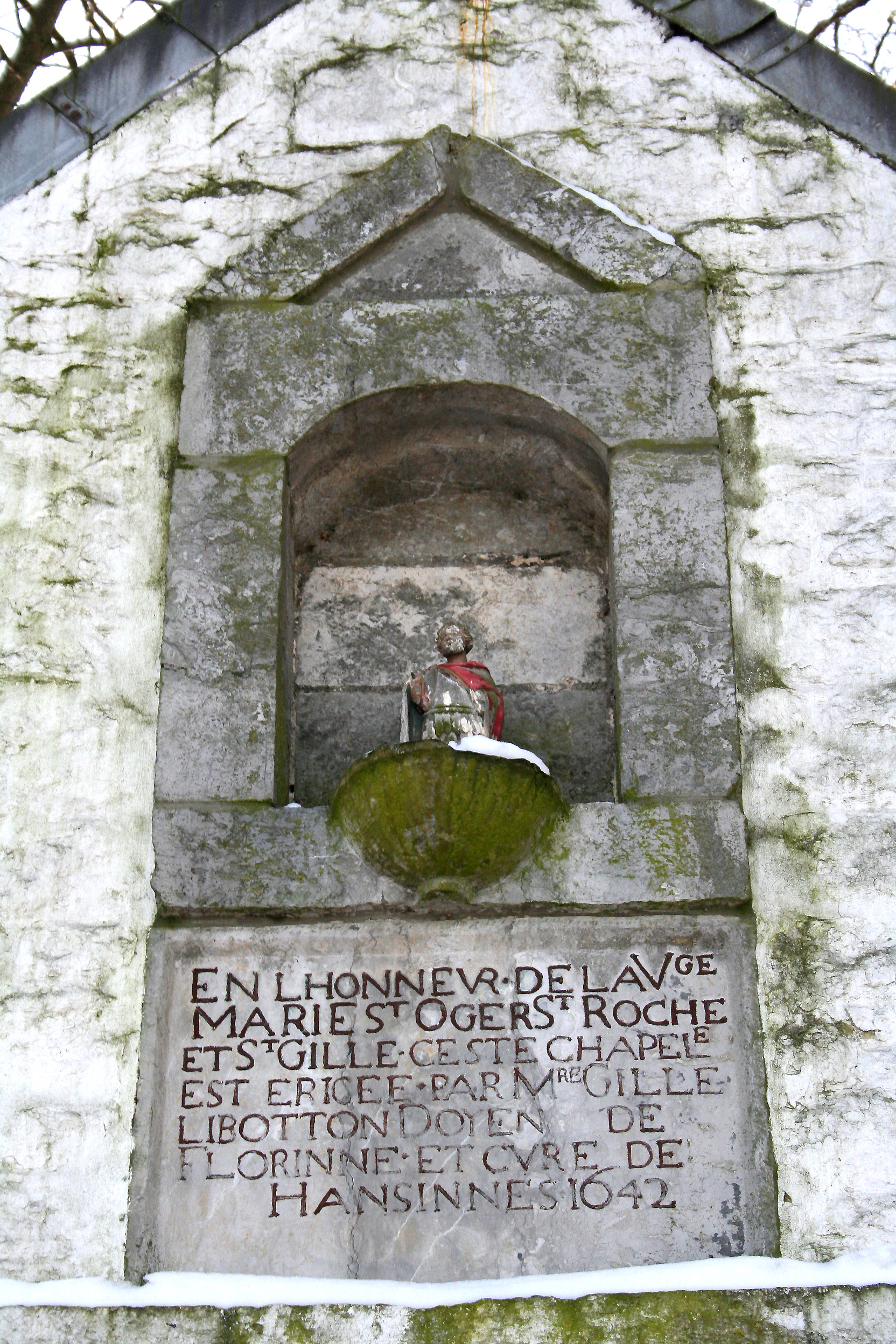
Hanzinne, rue Saint-Oger (1642).
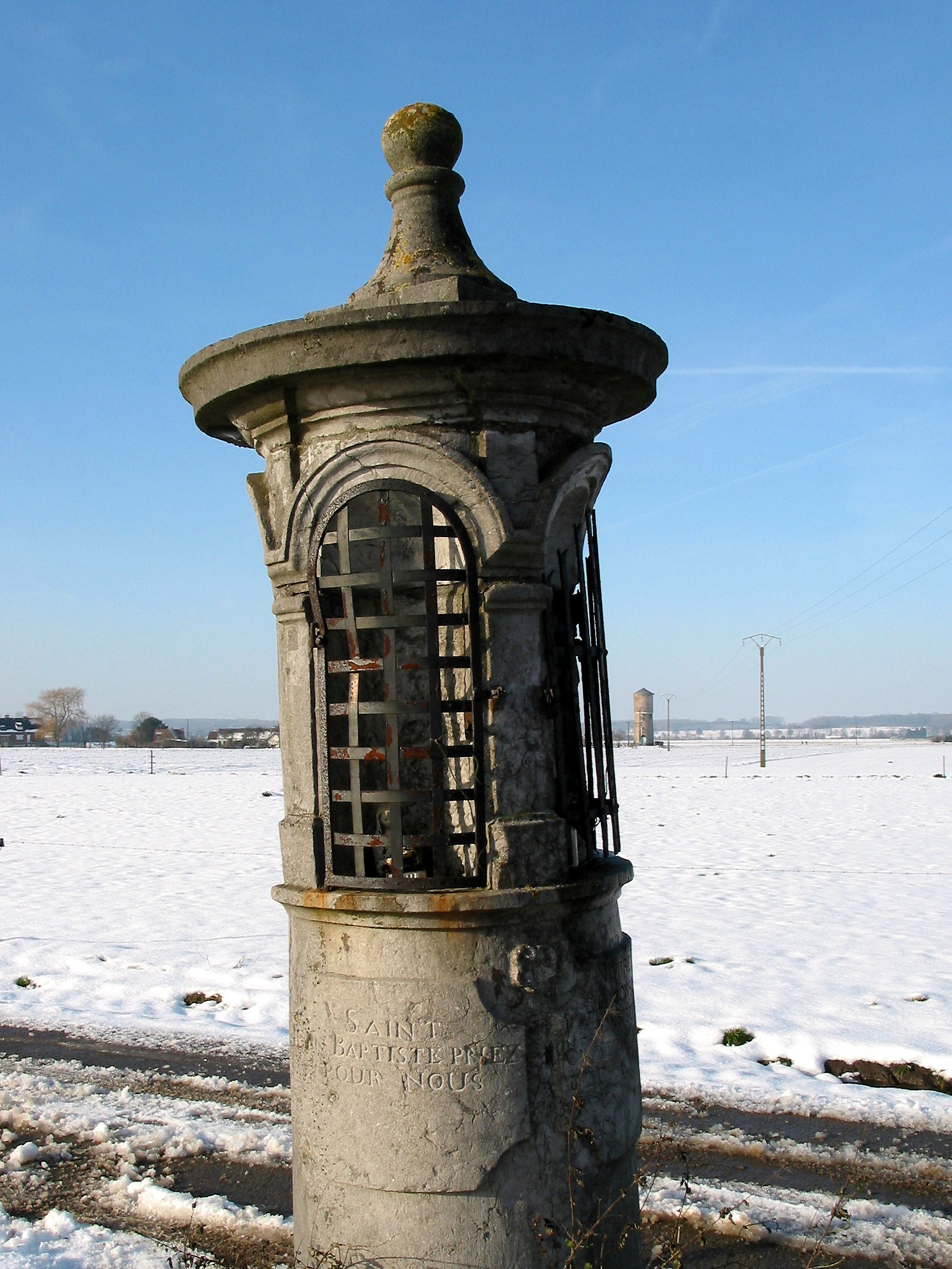
Thieusies (1761).
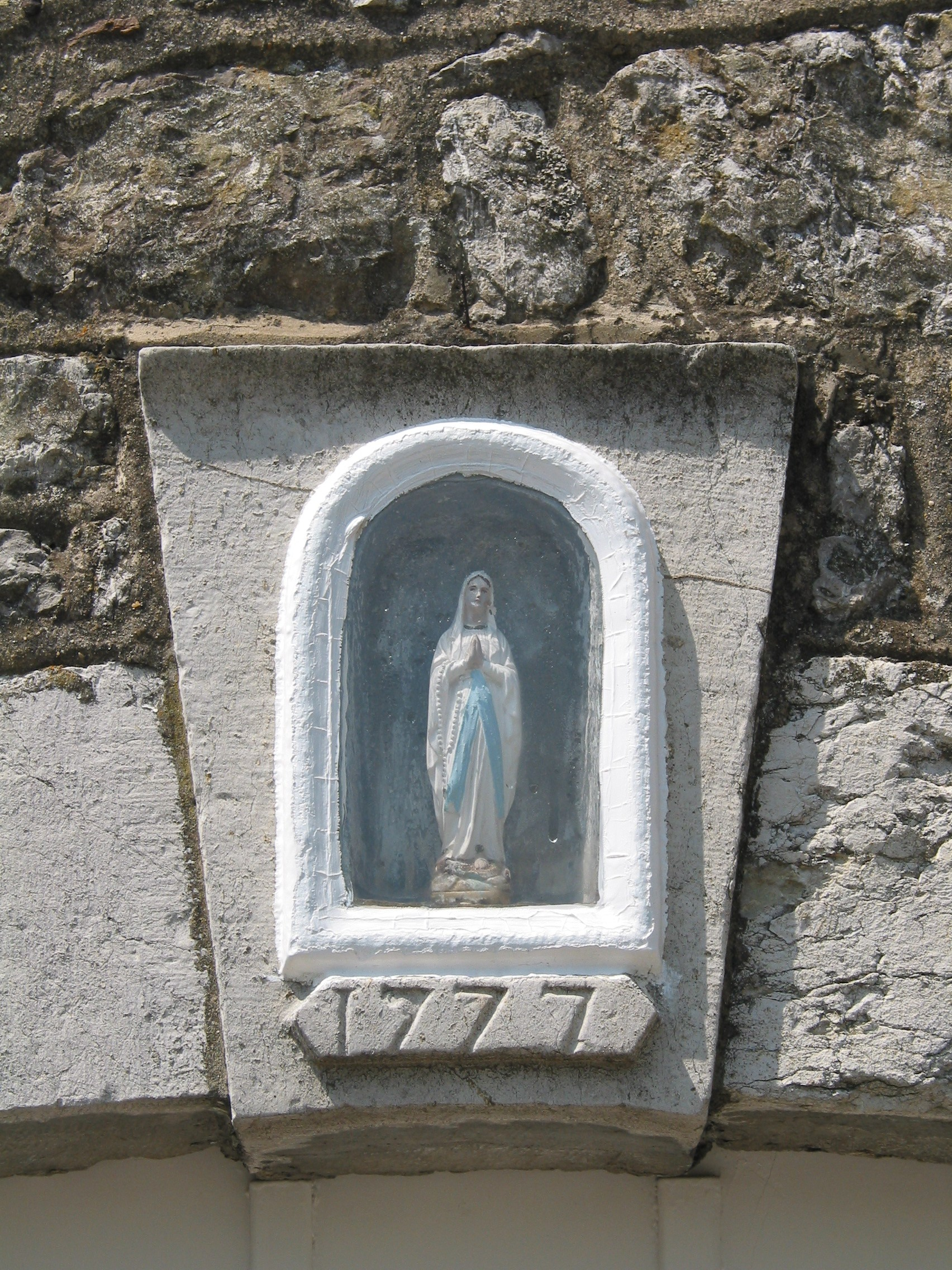
Villers-le-Temple (1777).
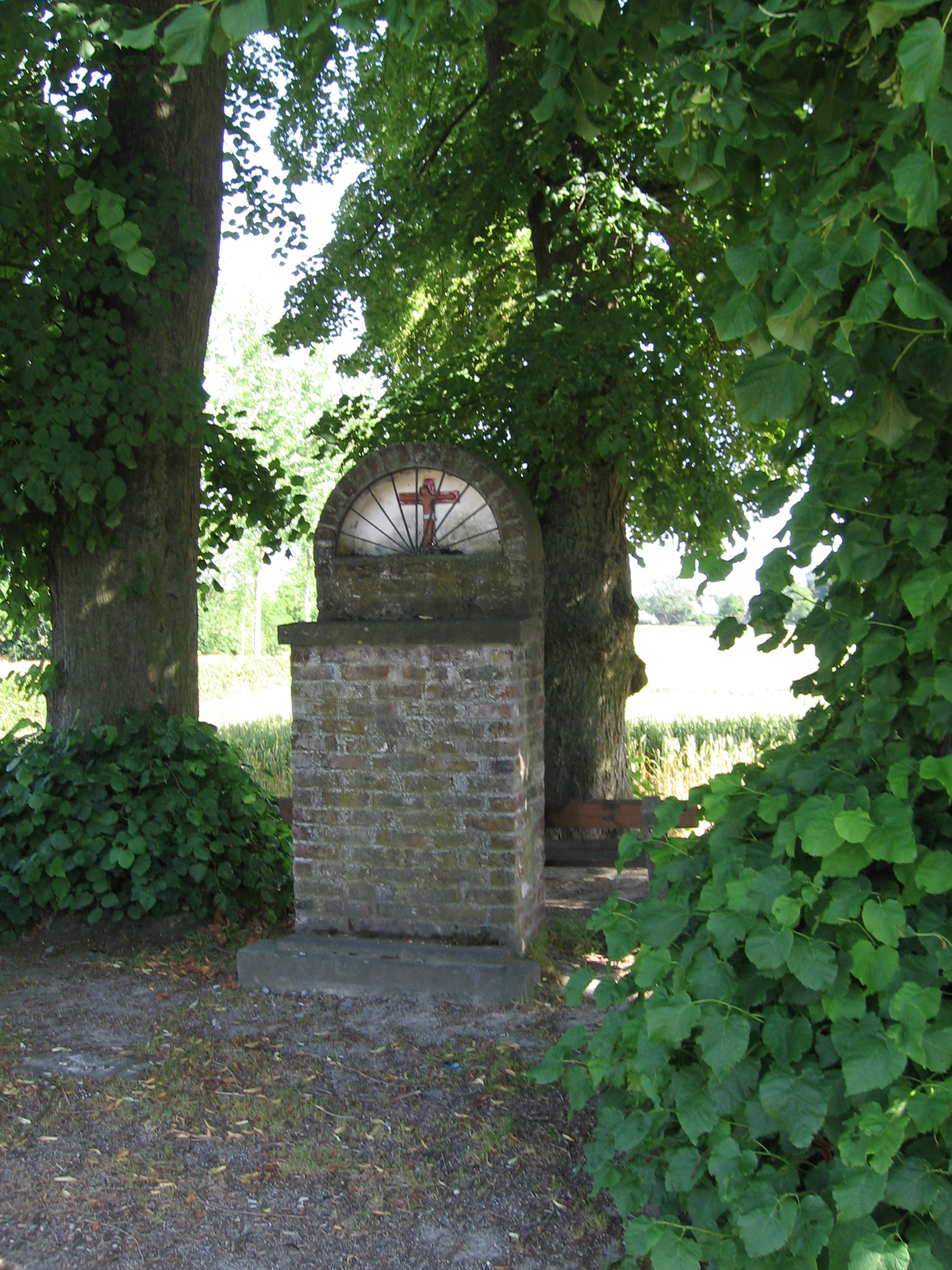
Villers-Perwin, rue d'En-Haut.
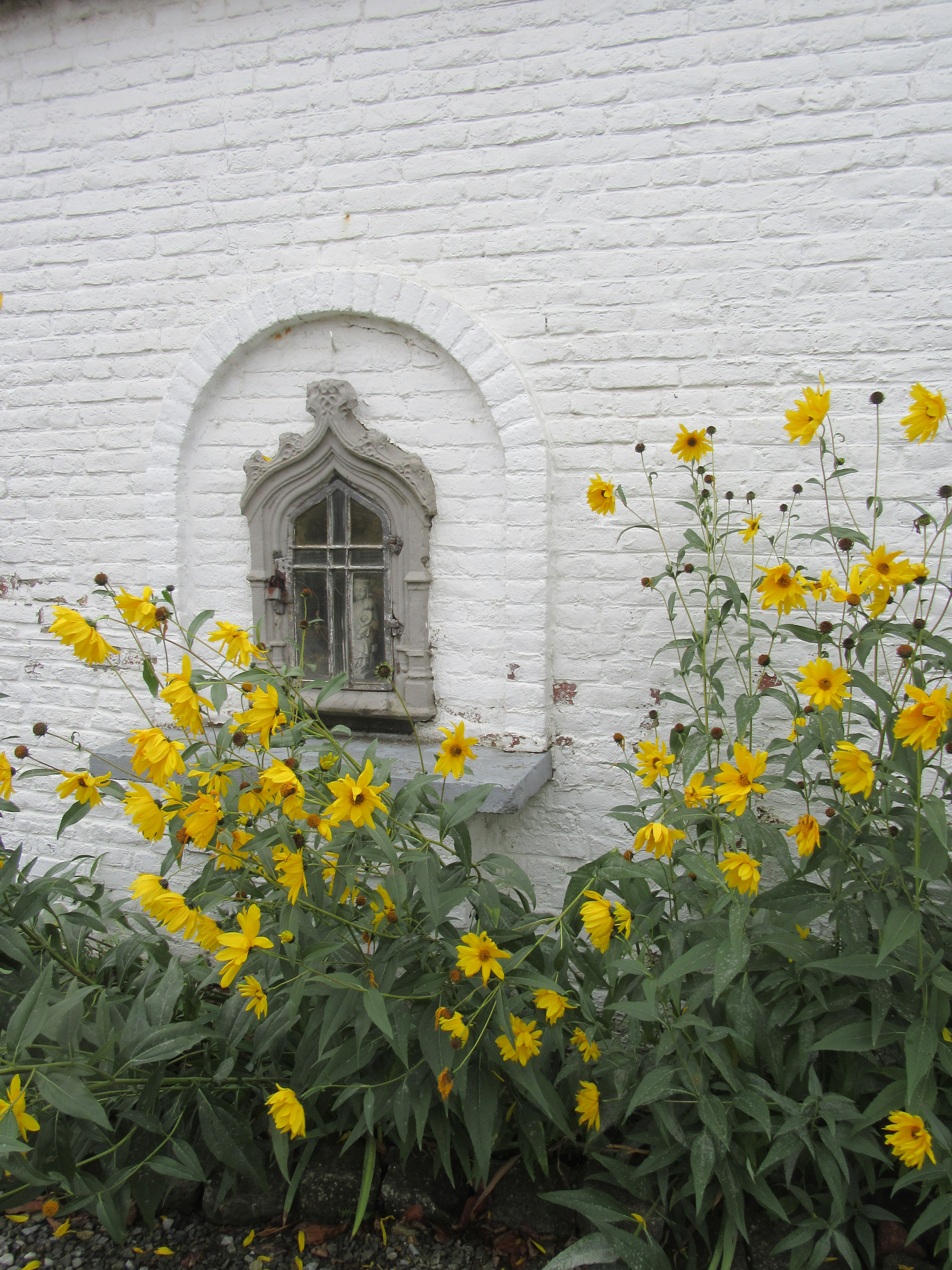
Potale à Forville rue de la Libération.